# Винайдено нами
Винайдено нами або винайдено не там — протилежність «винайдено не нами», це тип аргументації або ставлення, що виникає, коли інновація незручна для керівництва організації або коли розробка проводиться власними силами.   Причини цього можуть бути різноманітними і варіюються від відсутності довіри до персоналу в організації до бажання звинувачувати третю сторону у випадку невдачі проєкту. Одним із наслідків цієї версії «винайдено тут» може бути те, що детальні знання про інновації або розвиток ніколи не переходять до постійних співробітників, що, можливо, призведе до постійних додаткових витрат і меншої доброї волі та досвіду роботи.
Одна цитата, яка підсумовує ставлення «винайдено тут»: «Ого, це не може коштувати багато, якщо хтось місцевий подумає про це першим».